# Barbara Skowronek
Barbara Jadwiga Skowronek, po mężu Miśkiewicz (ur. 1 grudnia 1990 w Leśnicy) – polska koszykarka występująca na pozycjach niskiej lub silnej skrzydłowej, środkowej.

## Osiągnięcia
Na podstawie, o ile nie zaznaczono inaczej.

### Drużynowe
- Mistrzyni I ligi (2015 – awans do TBLK)[2]
- Brązowa medalistka I ligi (2013, 2014)[3][4]
- 4. miejsce w I lidze (2017)

### Reprezentacja
- Uczestniczka mistrzostw Europy:
  - U–20 (2010 – 9. miejsce)[5]
  - U–18 (2008 – 8. miejsce)[6]
  - U–16 (2006 – 6. miejsce)[7]